# Міністерство туризму Хорватії
Міністерство туризму Республіки Хорватії (хорв. Ministarstvo turizma або MINT) — міністерство в Уряді Хорватії, яке відповідає за розвиток туризму в країні. 

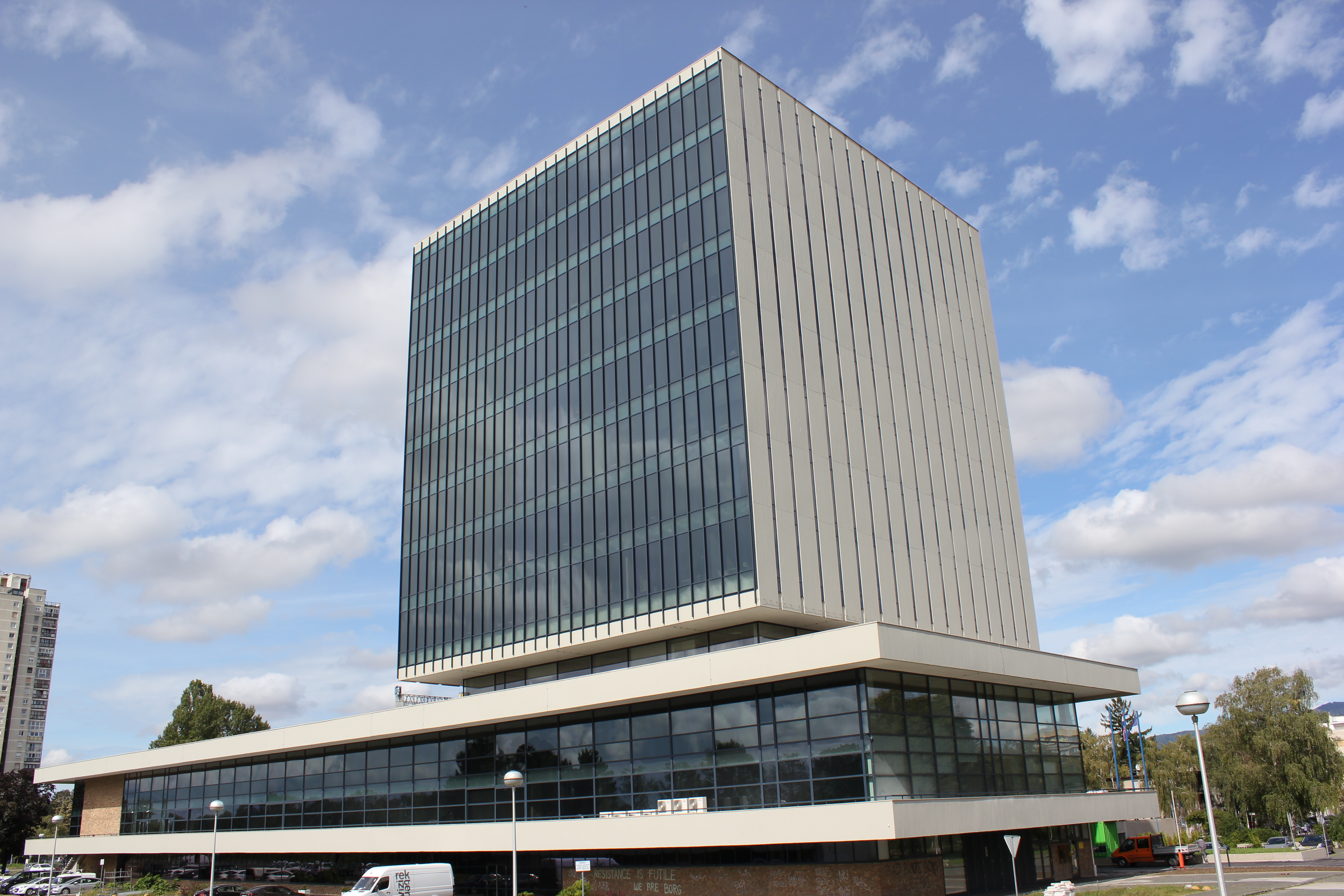
Знаменитий кубик, де розташоване міністерство.

22 липня 2020 року перейменоване на Міністерство туризму і спорту.

## Список міністрів
| Міністр                   | Партія | Вступ на посаду  | Звільнення з посади |
| ------------------------- | ------ | ---------------- | ------------------- |
| Янко Враньчань-Добринович | ХДС    | 25 липня 1990    | 17 липня 1991       |
| Антон Марчело Попович     | ХДС    | 16 вересня 1991  | 12 серпня 1992      |
| Бранко Мікша [1]          | ХДС    | 12 серпня 1992   | 3 квітня 1993       |
| Ніко Булич [2]            | ХДС    | 3 квітня 1993    | 11 вересня 1997     |
| Серґей Морсан             | ХДС    | 9 листопада 1997 | 15 квітня 1999      |
| Іван Херак                | ХДС    | 15 квітня 1999   | 27 січня 2000       |
| Паве Жупан-Рускович       | СДП    | 27 січня 2000    | 23 грудня 2003      |
| Божидар Калмета [3]       | ХДС    | 23 грудня 2003   | 12 січня 2008       |
| Дамір Байс                | ХСП    | 12 січня 2008    | 23 грудня 2011      |
| Велько Остоїч             | ДАІ    | 23 грудня 2011   | 9 березня 2013      |
| Дарко Лоренцін            | ДАІ    | 19 березня 2013  | 22 січня 2016       |
| Антон Кліман              | ХДС    | 22 січня 2016    | 19 жовтня 2016      |
| Гарі Капеллі              | ХДС    | 19 жовтня 2016   | 23 липня 2020       |
| Ніколіна Брняц [4]        | ХДС    | 23 липня 2020    | Нині чинна          |

### Виноски
1. ↑  Як міністр туризму і торгівлі
2. ↑  Як міністр туризму і торгівлі (3 квітня 1993 – 20 травня 1993); як міністр туризму (20 травня 1993 – 11 вересня 1997)
3. ↑  Як міністр моря, туризму, транспорту та розвитку
4. ↑  Як міністр туризму і спорту